# Euplectrus latifrons
Euplectrus latifrons är en stekelart som beskrevs av Shafee, Fatma, Khan och Shujauddin 1984. Euplectrus latifrons ingår i släktet Euplectrus och familjen finglanssteklar. Inga underarter finns listade i Catalogue of Life.